# Ligne 64 du tramway de Bruxelles
Pour les articles homonymes, voir Ligne 64.
La ligne 64 est une ancienne ligne du tramway de Bruxelles qui reliait Anderlecht à Evere jusqu'en 1959.

## Histoire
La ligne est supprimée le 16 février 1959 et remplacée par une ligne d'autobus sous le même indice[réf. nécessaire],.